# Seguin de Badefol
Seguin de Badefol (Badefol-kastály, cc. 1331 – 1366) francia martalócparancsnok volt a százéves háborúban.

## Pályafutása
Seguin Badefol Badefol-sur-Dordogne, egy Gascogne határán álló vár második urának leszármazottja volt. 1356-ban a franciák oldalán harcolt a poitiers-i csatában. A vesztes ütközet után elapadt a koronától származó pénzforrása, ezért le Margot néven saját szabadcsapatot szervezett. A nagyjából kétezer martalóccal részt vett Pont-Saint-Esprit kifosztásában 1361 tavaszán. VI. Ince pápa és Robert Finnes, a francia hadsereg feje azt ajánlotta Badefoléknak, hogy itáliai vagy spanyol háborúkban alkalmazzák őket, de a békés időszak miatt ez nem sikerült, így a fosztogatók maradtak Dél-Franciaországban.
1361 novemberében Badefol lemondott kapitányi tisztéről, miután Toulouse, Carcassonne és Beaucaire üzletet kötött az útonállókkal, hogy menjek más vidékre. 1363-ban ismét a martalócok élére állt, akikkel szeptember 13-án megrohanta és kirabolta Brioude-t. A városka ezután a fosztogatók bázisa lett, ahonnan kiindulva támadták a környékbeli településeket. Badefol sikerének hírére más csapatok is csatlakoztak, és nagyjából tízezer rabló gyűlt össze Brioude-ban.
Mivel ennyi ember ellátását a környékről nem tudták biztosítani, kiterjesztették hadjárataikat keletre, a gazdag Burgundi Hercegség területére. 1364 áprilisában Badefol királyi bocsánatot, pápai feloldozást és negyvenezer aranyforintot kapott, hogy embereivel elhagyja Brioude-t. Ezután II. Károly navarrai király parancsnokának nevezte magát, és november 1-jén kifosztotta Anse-t, amelyből egy második Brioude-t csinált. V. Orbán pápa kiátkozta Badefolt és embereit, és megbocsátást ígért annak, aki leszámol velük. Badefolék csak 1365. szeptember 1-jén távoztak, miután ismét kaptak negyvenezer aranyforintot.
A martalócvezér elhagyta embereit és a Navarrai Királyság területére ment, ahol megpróbálta behajtani II. Károlytól a megígért fizetséget. Az uralkodó elégedetlen volt Badefolt szolgálataival és tevékenységével, ezért 1366 januárjában meghívta vacsorára, amelyen megkínálta egy mérgezett körtével. A francia fosztogató hat nap szenvedés után halt meg.